# Piriápolis
Piriápolis es una ciudad balnearia uruguaya del departamento de Maldonado, sede del municipio homónimo, ubicada 98 kilómetros al este de la capital y ciudad más poblada del Uruguay, Montevideo. Tiene una población fija de 12 150 habitantes, aunque la población flotante es mucho mayor, especialmente durante la época estival, que va entre los meses de diciembre y marzo. Fue la primera ciudad balneario del país. Recibe muchos visitantes argentinos y una cantidad creciente de brasileños y europeos, aunque el turismo interno es el más importante.

## Generalidades
Geográficamente, se encuentra ubicada dentro del Río de la Plata, según el Tratado del Río de la Plata. Aun así, teniendo en cuenta que el río tiene grandes corrientes marinas en gran parte de su cuenca, casi siempre es posible visualizar aguas oceánicas y menos turbias que la del río interior en sí, provenientes del océano que, en términos del tratado, se encuentra situado a 30 kilómetros aproximadamente de la ciudad (la desembocadura está oficialmente en la península de Punta del Este). 
La ciudad tiene su eje en la Rambla de los Argentinos, una avenida costanera que toma su nombre de los clientes mayoritarios de los hoteles del fundador de la ciudad, Francisco Piria. Con una economía centrada en el turismo, la localidad tiene hoteles y casinos, una vida nocturna muy activa en los meses de verano así como parques públicos, centros religiosos, miradores, etc. Entre 1998 y 2003, se podía llegar al puerto de Piriápolis en transbordador desde Buenos Aires.
La Capilla de San Antonio, en la cima del cerro homónimo (uno de los tantos que rodean la ciudad como el Cerro del Toro), ofrece una vista panorámica espectacular; se puede llegar a ella por carretera. Para viajeros más intrépidos ofrece la posibilidad de escalar el tercer cerro más alto de la República, el Pan de Azúcar, en las cercanías de la ciudad homónima, a unos 10 km fuera del balneario.
En las cercanías de Piriápolis se encuentran formaciones rocosas sobre el mar, denominadas Punta Fría, Punta Colorada y Punta Negra, que son excelentes pesqueros para todo el año.
También hay playas de arenas blancas como San Francisco y Playa Hermosa, que están a una distancia muy corta del centro del balneario.
En Punta Fría existió un autódromo donde se disputaron carreras de automovilismo. Desde el año 1994 hasta el 2012 el Gran Premio de Piriápolis se corrió en un Circuito urbano de carreras sobre la rambla.

## Historia

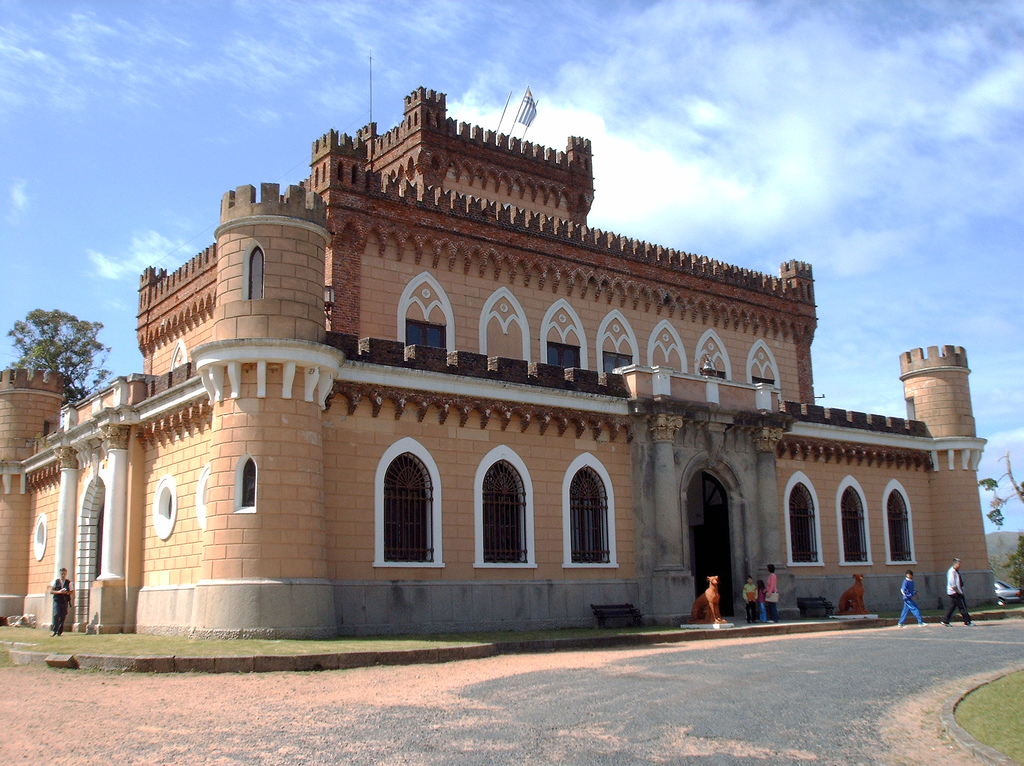
Castillo de Piria, en Piriápolis.

El fundador de Piriápolis fue Francisco Piria, quien nació en Montevideo el 21 de agosto de 1847. Muy pequeño, fue llevado a Italia por un tío paterno, sacerdote jesuita que se encargó de su educación y le dio conocimientos históricos, mitológicos y filosóficos, los que tuvieron profunda influencia su vida.
Ya de vuelta en Uruguay, a los 16 años se enrola como voluntario en un cuartel, en lo que fue su único empleo que se le conoce, pues posteriormente ya comienza a dar sus primeros pasos como hombre de negocios en un pequeño establecimiento que fundara en el Mercado Viejo de Montevideo, el cual mantuvo hasta el año 1875.
Por esos años comienza a dedicarse a la venta de solares en cuotas en Montevideo, actividad en la cual forja gran parte de su fortuna y a través de la que se hiciera responsable de gran parte de la actual fisonomía de la ciudad fundando setenta barrios en Montevideo y otros tantos en el interior del país.
Paralelamente con estas actividades, se dedicó al periodismo y la literatura, siendo creador del diario La Tribuna Popular, que se proclamaba liberal y a través del cual dejó constancia de su oposición a gobierno y políticos de la época, al mismo tiempo que escribió sus memorias de viajes tanto de sus travesías a Europa como de sus recorridas por el interior de la República.
En el año 1890 Piria decide fundar su “Establecimiento Agronómico”, el cual, luego de visitas a diferentes zonas del país, decide instalar en los alrededores del Cerro Pan de Azúcar.

En 1889 regresábamos de uno de los tantos viajes al viejo continente, cuando un amigo nos dijo que se estaba proyectando en la costa de Maldonado entre Punta Ballena y Laguna del Diario.- Aprovechando las fiestas de carnaval emprendimos un viaje a Maldonado, Punta del Este y Laguna del Diario, Punta Ballena y Portezuelo.- Cuando visitamos Punta del Este no había allí más que el Faro, unas salinas abandonadas.- En aquel tiempo solo había allí un pequeño boliche en donde preparaba pescado muy rico en escabeche Don Juan Risso. Seguimos rumbo hasta que al otro día llegamos a Pan de Azúcar, pocas horas más tarde visitamos la playa de los que se llama Puerto del Inglés.- (Nota: Hoy conocido como cerro San Antonio). Habíamos recorrido media Europa, visitando la mayor parte de sus balnearios, sus montañas, bosques, valles, sitios veraniegos y recreativos, vistas tantas bellezas los inmensos tesoros y sin embargo aquel rincón encantador nos cautivó.- Ver esa localidad y apasionarnos de ella todo fue uno.- Un mes después se firmaba la escritura de compra.

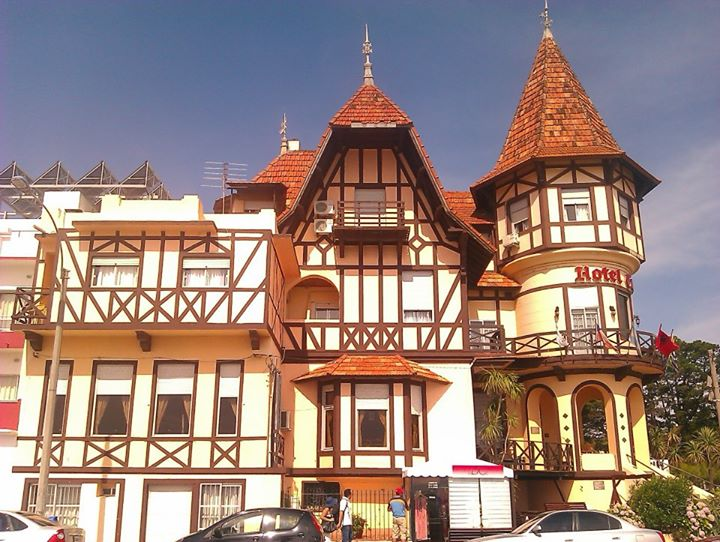
Hotel Colón de Piriápolis.

Es así que con la compra de la fracción de campo de 2.700 hectáreas (desde el cerro Pan de Azúcar hasta el mar) comienza entonces  su emprendimiento agrario en el cual se dedicara al cultivo de tabaco, uva (y en consecuencia vinos y un licor denominado posteriormente "cognacquina") y olivares. A fuerza de caballos y bueyes y sin más transportes que caballos y carretas comienza también con la extracción de granitos (obtenidos del mismo Cerro Pan de Azúcar) los cuales cortados y procesados en el lugar eran comercializados en Montevideo y Buenos Aires.
Envió muestras de tierra a París para su análisis e importó de Italia y Francia cepas, castaño y olivos. Para el cuidado y desarrollo de esas cepas contrató en Europa a Brenno Benedetti, abuelo del escritor Mario Benedetti. En 1896 la bodega, que aún se conserva, estaba en plena producción y abastecía a la ciudad que surgía, posibilitando además la exportación de vinos.

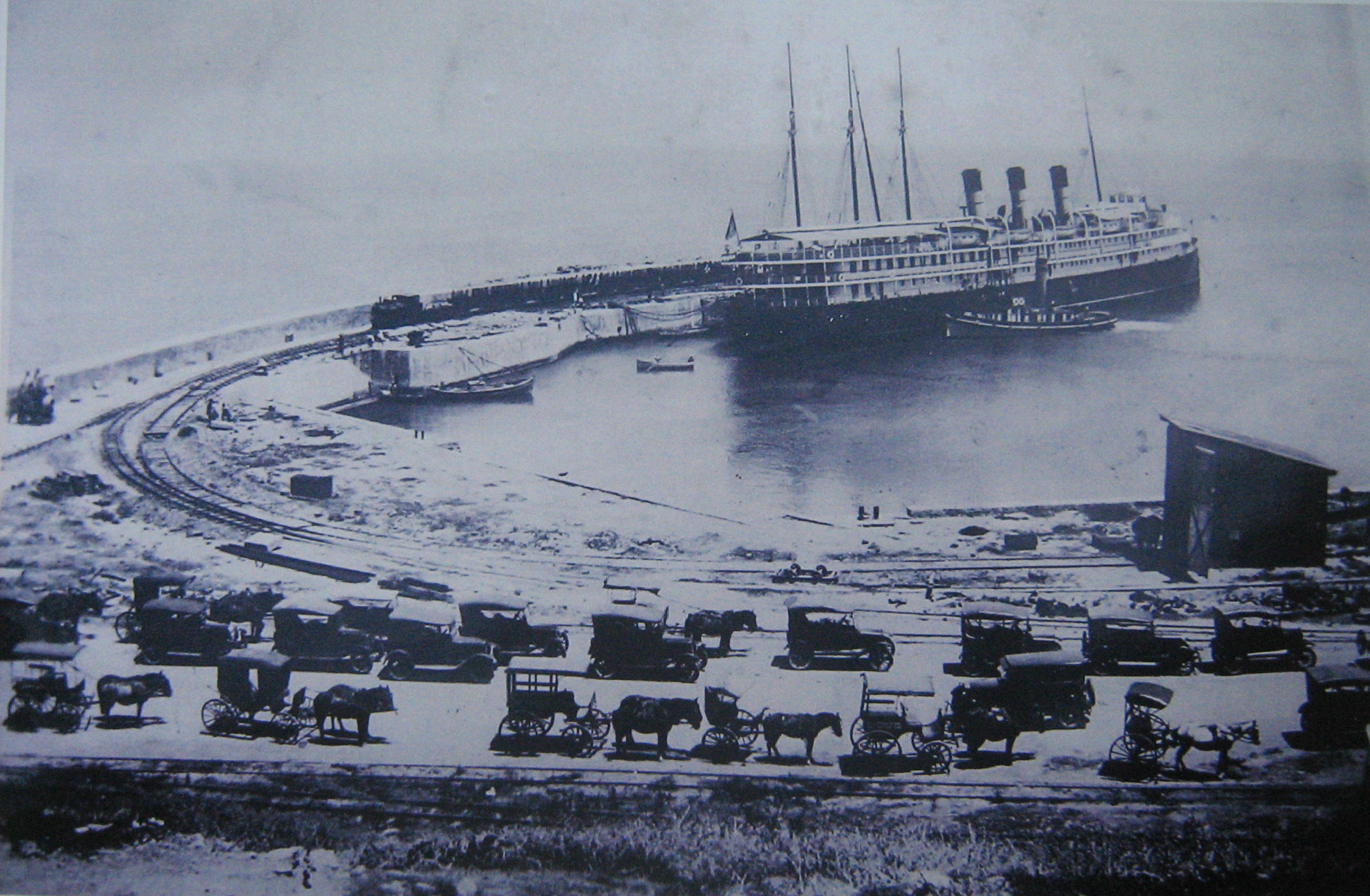
El puerto de Piriápolis en torno al año 1910.

La administración se hacía en La Central lo que es hoy Quebradas del Castillo. Allí se llevaba la documentación correspondiente y diariamente se distribuía el personal de las cuadrillas.
Como destinatario final y propuesta principal de todo el complejo de actividades productivas aparecía Piriápolis, "La ciudad balnearia del porvenir", sueño al que Piria dedicaría sus mayores esfuerzos.
El programa de Piriápolis aúna múltiples aspectos que lo transforman en uno de los ejemplos de organización territorial más interesantes en el país y un hito ineludible de su historia urbana. Como propuesta de organización territorial privada, trasciende la visión inmediatista del mero fraccionado de tierras, mediante la incorporación de principios urbanísticos en los que se puede rastrear vínculos importantes con las ideas de la vanguardia europea y norteamericana de la época.
Dos aspectos de la misma resultan especialmente destacables. El primero, es el desarrollo de un programa balneario integral "a la europea", para los sectores medios y altos de la sociedad. Dicho programa supone la creación de una efectiva infraestructura turística, a priori que realice los valores naturales y cree efectivos elementos de atracción, uso del tiempo libre y desarrollo de la sociabilidad.
El segundo, la organización productiva del territorio antes reseñado, que posibilitaba el funcionamiento del área como "unidad autosuficiente" (alimentación, suministro de energía y agua potable, materiales de construcción, etc.) acorde a su relativo aislamiento, fruto de los limitados medios de comunicación de la época.

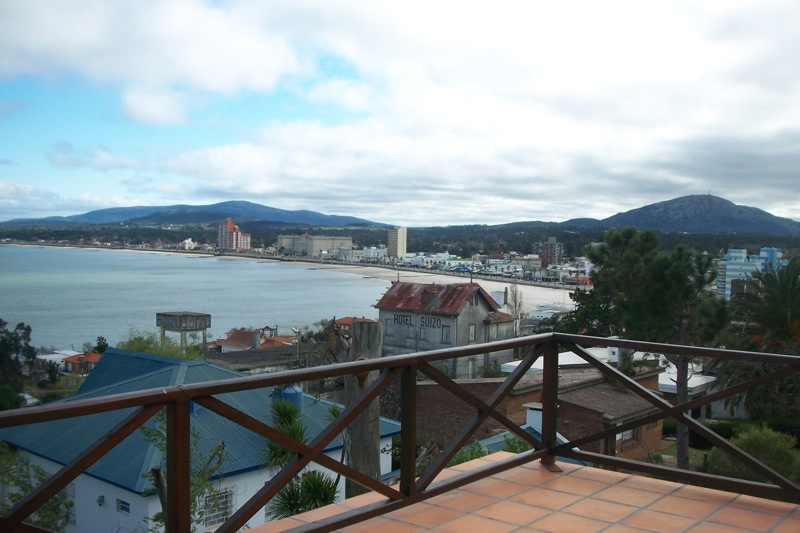
Costa de Piriápolis, en temporada baja de invierno.

Panorámica de Piriápolis y sus alrededores. Desde Las Flores hasta Punta Negra.

Poco a poco, con el correr de los años, los hechos materiales fueron confirmando la idea y consolidando el asentamiento humano para hacer de Piriápolis una realidad.
El 17 de agosto de 1897 finalizó la construcción del castillo (hoy conocido como Castillo de Piria), obra del ingeniero Aquiles Monzani, que sería la residencia particular de Francisco Piria.
En 1904 se inauguró el Gran Hotel Piriápolis. Diseñado por el arquitecto Jones Brown, fue alhajado por la mayor suntuosidad conocida en la época: muebles importados de Italia, vajilla de Limoges, cristalería de Murano, alfombras de Esmirna, mantelería de hilo italiano. Allí se hospedaron los primeros turistas llegados a la zona.
En 1912 se iniciaron los remates de los primeros solares del balnearios, realizados por el propio Piria en Piriápolis y por Bullrich en Buenos Aires y posteriormente la venta individual con el sistema de pago a plazo del que había sido precursora la industria en el Río de la Plata.
A esta altura ya existían atractivos turísticos de significativo interés para ofrecer a los compradores. Además del hotel estaban la conocida "trilogía" de fuentes: de la Virgen (imagen de Stella Maris) en la falda del Cerro del Inglés (o San Antonio), de Venus, réplica del templo griego, y del Toro en la falda del cerro del mismo nombre, también se había construido el Paseo de la Cascada en la cañada del Puesto Viejo, y se colocaría el templete de San Antonio en la Cumbre del Cerro del Inglés (1913). Estaban en marcha además las obras del puerto y de la rambla que sería inaugurada en 1916.
El ferrocarril llegaba hasta Pan de Azúcar desde 1910 y hasta allí Piria tendió un trazado de ferroviario de trocha angosta (750 mm) para explotar el llamado Tren de Piriá desde 1914 transportaba a los pasajeros hasta el balneario.
Paralelamente, la obra social se iba insinuando a través de algunas concreciones destinadas a la población ya radicada y en particular a la juventud. Con el dinero recibido del Ministerio de Ganadería y Agricultura por la plantación de árboles, Piria construyó la primera escuela pública que en 1911 inició su actividad como Escuela Rural Nro. 37.
Asimismo, destinó un predio de 11 hectáreas en la falda del Cerro del Toro para sede del Campamento Internacional de Jóvenes que desde 1911 se realizaba en el balneario. En 1917 comenzó la construcción de la iglesia, que luego quedaría inconclusa.
Lo que inicialmente fue la idea de construir un anexo para el Hotel Piriápolis, se transformó en la obra principal de la ciudad en expansión. En 1920 se colocó la piedra fundamental del Argentino Hotel, diseñado por el arquitecto francés Pierre Guichot, que se inauguraría 10 años después. Concebido como una construcción monumental con capacidad para 1200 personas y equipado con los más modernos elementos para la época el Argentino Hotel constituyó durante décadas por sí solo un atractivo turístico.
Ya en estos años se puede afirmar que Piriápolis estaba marcando rumbos en materia de turismo en el Uruguay. Además del espontáneo desarrollo edilicio (más de 20 hoteles y gran cantidad de residencias particulares), existía una verdadera implementación de servicios turísticos.

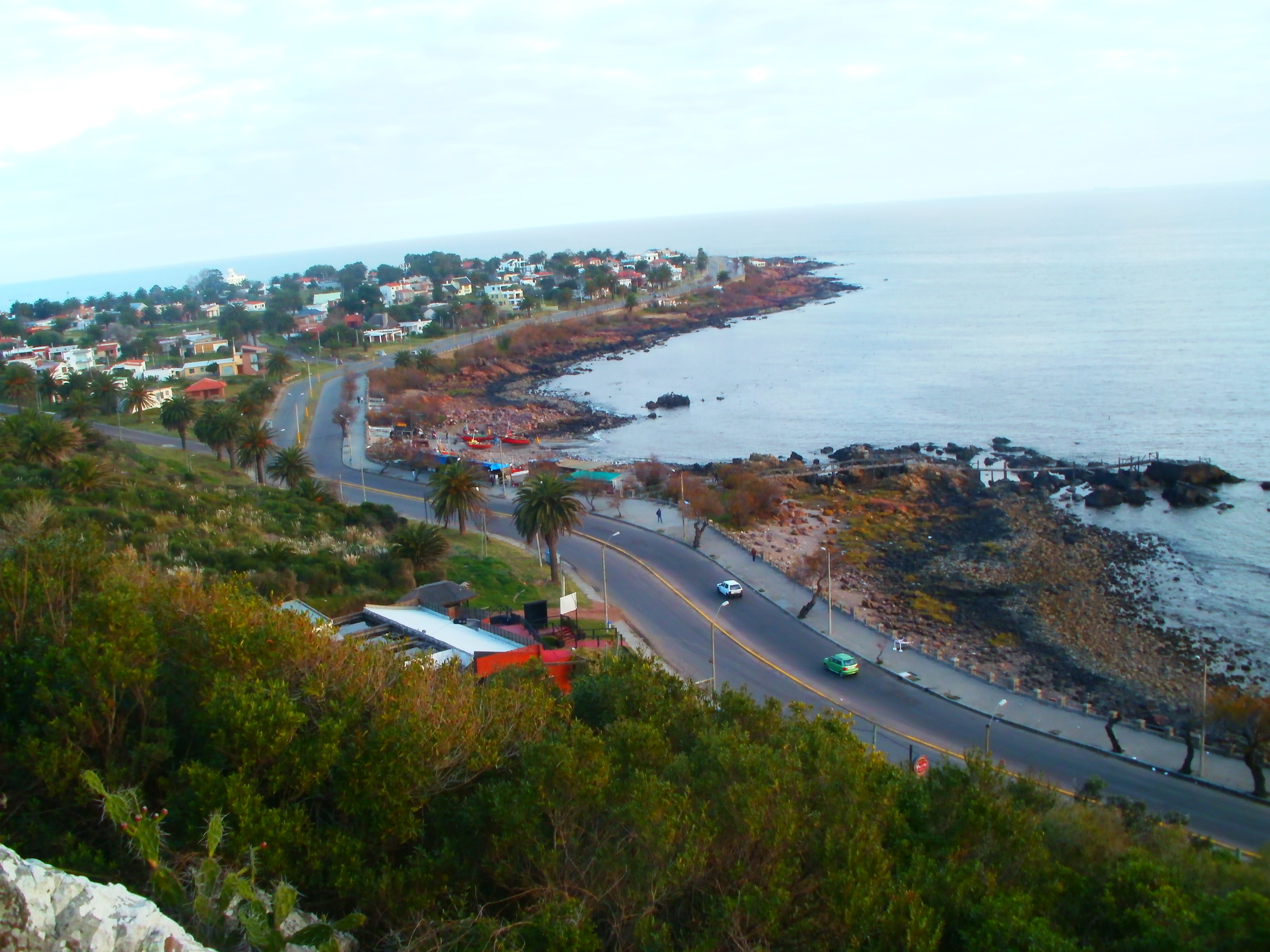
Punta Fría desde el cerro San Antonio

Los diversos transportes -autobuses, ferrocarril, navíos- aseguraban la comunicación regular con Montevideo. La empresa Mihanovich realizaba los fines de semana un servicio directo del vapor de la carrera entre Buenos Aires y Piriápolis con escala en Montevideo.
Las décadas del 1930 y 1940, presencian un fuerte impulso edilicio que consolida el fraccionamiento inicial a instancia de una sostenida demanda internacional especialmente argentina y nacional. Hacia finales de aquella década por razones históricas conocidas, las corrientes turísticas internacionales sufrieron una importante disminución retomando y aún superando su volumen y ritmo de crecimiento a partir de los años 1950.
El 15 de diciembre de 1958 fue suprimida la línea férrea de trocha angosta por el desinterés de la empresa estatal de ferrocarriles (AFE) de mantenerla en servicio, lo que constituyó una pérdida de un atractivo turístico para el lugar.  Todo el material rodante fue desguazado y la línea levantada.  Hoy subsiste la mayor parte del trazado y terraplenes.

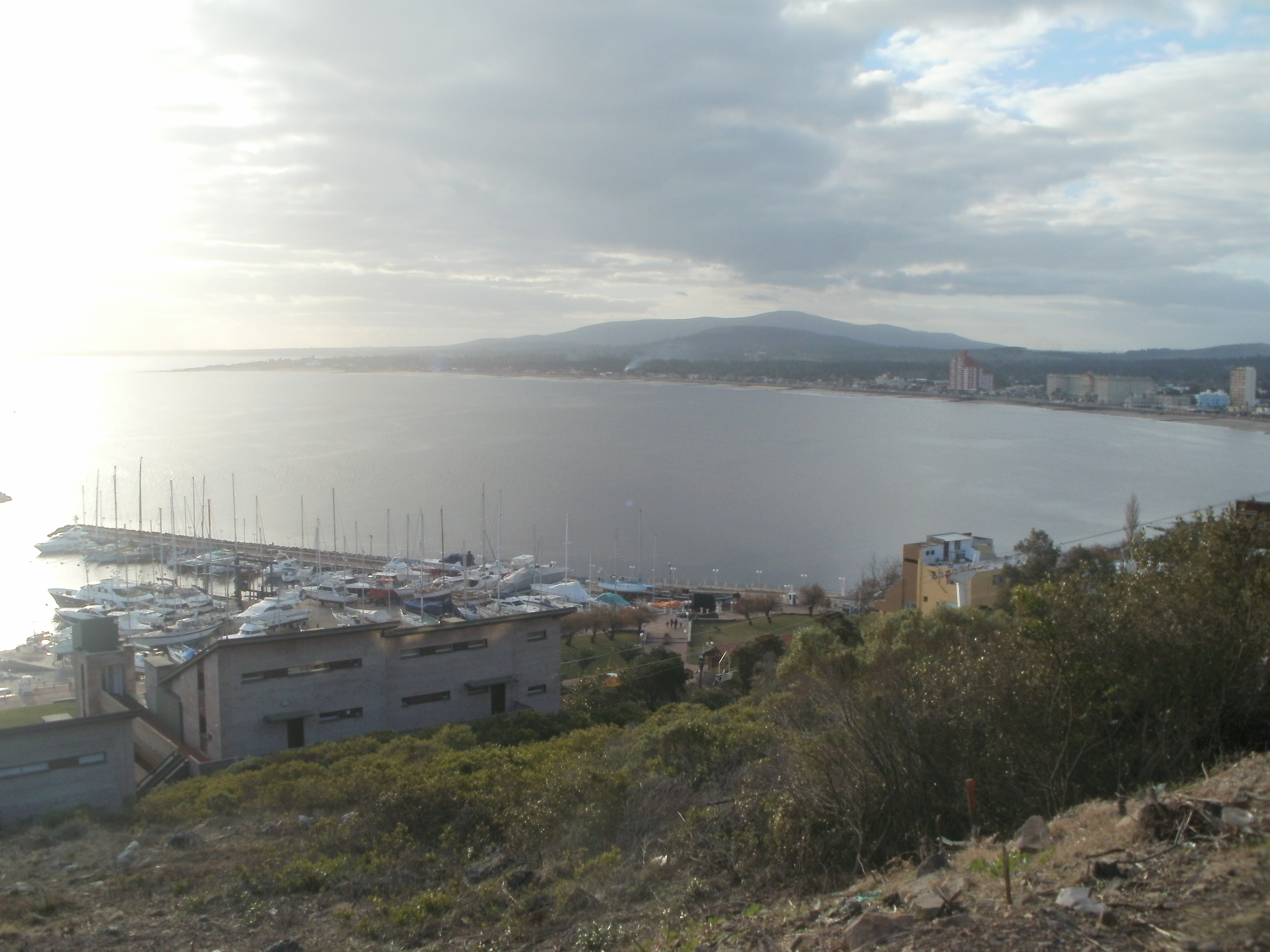
Rambla de Piriápolis

## Población
De acuerdo al censo del año 2023, la ciudad de Piriápolis cuenta con una población permanente de 12 150 habitantes.
| 4 546         | 5 240 | 5 878 | 7 570 | 7 899 | 8 830 | 12 150 |
| (Fuente: INE) |       |       |       |       |       |        |

## Transporte

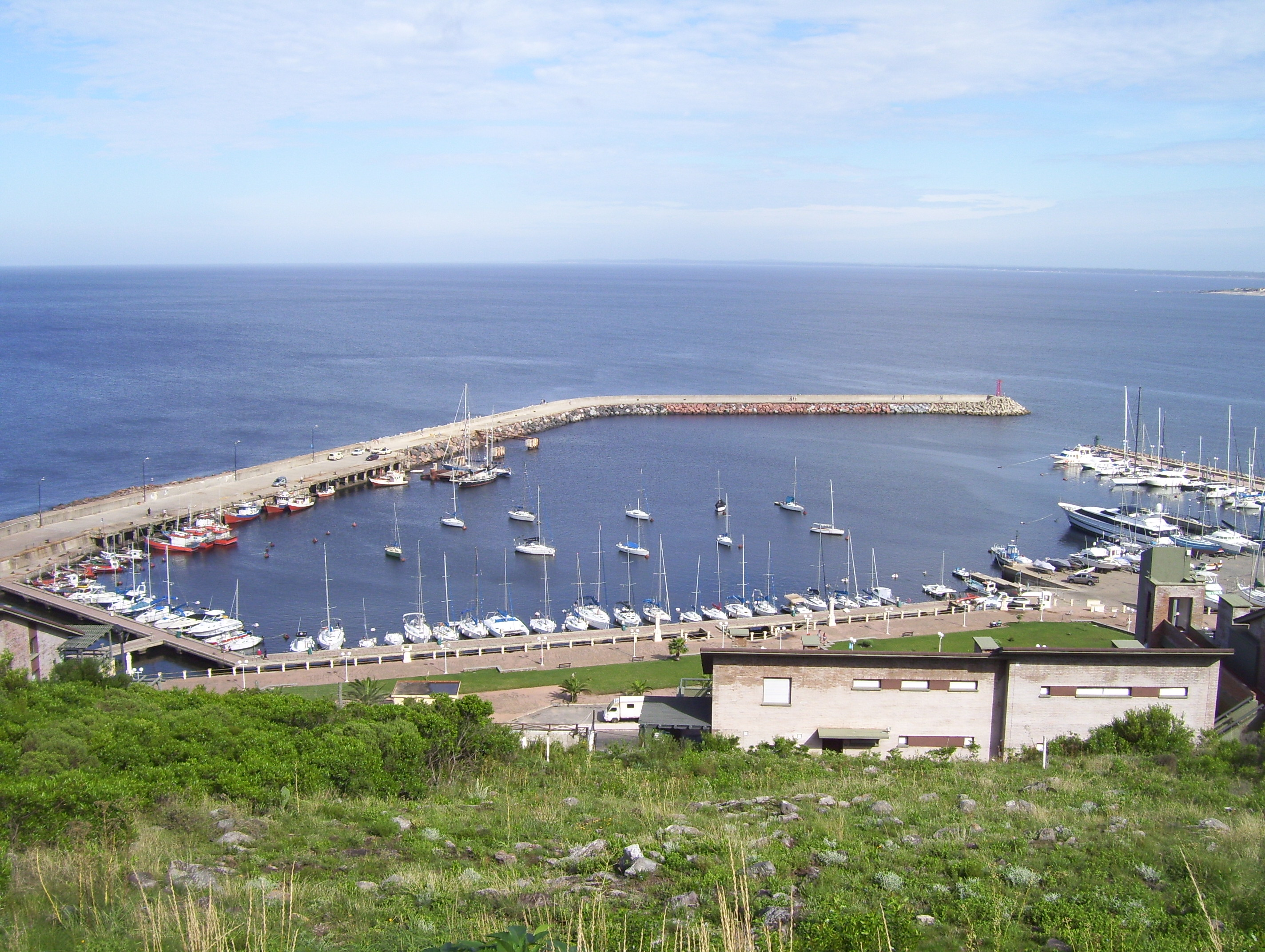
Vista del puerto de Piriápolis en 2014.

La ciudad cuenta con una pequeña terminal de ómnibus a la que llegan servicios desde distintas partes de Uruguay: desde Montevideo, mediante la Compañía de Ómnibus de Pando y la Compañía Oriental de Transporte, desde la ciudad de 
Minas, por la empresa BRUNO; Durazno, Florida y algunas ciudades del santoral canario, mediante Turismar. También cuenta con servicios locales, desde Pan de Azúcar, Maldonado, Paraje Dos Puentes, y Punta Negra.
Además Piriápolis posee un puerto deportivo administrado por la Administración Nacional de Puertos. Se pudo llegar en ferry desde Buenos Aires mediante la empresa Buquebus entre los años 1998 y 2003.

## Personalidades
- Ladislao Mazurkiewicz (1945-2013), futbolista, campeón de la Copa Intercontinental 1966 con Peñarol.
- José Luis Invernizzi (1918-2001), artista plástico perteneciente a la corriente expresionista y surrealista, muralista, docente, catedrático de la Universidad de la República, político y activista social perteneciente a la llamada segunda generación de fundadores de Piriápolis.
- Anselmo Meirana, constructor y futbolista, fundador del Piriápolis Fútbol Club. El actual estadio del Club Piriápolis lleva su nombre. Fue fundador del club de pesca Puertito Don Anselmo, del Club Tabaré y del Club de Bochas de Piriápolis.
- Milka Alperovich, arquitecta, constructora y docente. Fue una activista social que perteneció a la llamada segunda generación de fundadores de Piriápolis, responsable de la creación de obras en la ciudad de las que se destacan el Club Social Ateneo de Piriápolis, la Comisaría 11 de Maldonado, la policlínica de asistencia médica de salud pública y el Liceo Popular de la ciudad.

## Piriápolis en la cultura popular
- Ciudadano Piria de Gustavo Mendoza es un largometraje documental que cuenta parte del legado de Francisco Piria.[5]
- Asesinato en el hotel de baños, novela de misterio por Juan Grompone, está ambientada en Piriápolis y trata sobre su historia.[6]
- Un comercial de Lipton Ice Tea, Join the Dance, protagonizado por Hugh Jackman, recurrió a Piriápolis como una de sus locaciones principales.[7]
- Un comercial de la MTOP, publicó tres campañas de accidentes de tránsito, todos relacionados con desastres naturales, de un tsunami, un terremoto y un volcán en erupción. Todas estas publicidades marcan las muertes generadas por accidentes de tráfico con el terremoto de Chile de 2010, el tsunami de Japón de 2011 y las erupciones volcánicas de todo el mundo que se relacionan con las muertes producidas por estos fenómenos.

## Ciudades hermanas
- Diano Marina, Italia (desde 2014).[8]
- Miramar, Argentina.
- Valparaíso, Chile.